# Tre stagioni
Tre Stagioni (Ba Mùa) è un film del 1999, diretto da Tony Bui.
Il film, in lingua vietnamita e girato in Vietnam, racconta del passato, il presente e il futuro della città di Ho Chi Minh, già Saigon, agli albori degli anni Novanta del ventesimo secolo.
È un film poetico che tenta di tracciare un ritratto della cultura urbana vietnamita sotto la spinta dell'occidentalizzazione.
Quando i personaggi provano a scendere a patti con l'invasione del capitalismo, le insegne al neon, gli alberghi a cinque stelle, le pubblicità della Coca Cola,le loro strade cominciano a fondersi.
Si tratta del primo film americano realizzato in Vietnam dopo la fine dell'embargo disposta dal presidente USA Bill Clinton, anche se la troupe venne seguita da ispettori vietnamiti durante le riprese.

## Trama
Nelle mattine nebbiose di Saigon, giovani ragazze si svegliano per scegliere fiori di loto da un lago, da vendere più tardi ai turisti americani ed ai vietnamiti. Per passare il tempo, le ragazze cantano canzoni popolari che toccano il cuore di un poeta, che vive in un vecchio tempio con vista sul laghetto. Il maestro Dao ha contratto la lebbra all'età di 26 anni e più tardi perde le dita a causa della malattia.
Le ragazze vengono trasportate per le affollate strade di Ho Chi Minh dove vendono fasci di loto per 5.000 dong. A Saigon s'incontra una varia umanità.
Woody è un venditore ambulante tra i 9 e 10 anni che vende sigarette, gomme da masticare e varie cianfrusaglie in una scatola che porta sempre con sé. Durante un black out elettrico qualcuno ruba la sua scatola e così si trova costretto a girare per la città alla sua ricerca, accompagnato solo da un altro venditore ambulante, più piccolo.
Hai è un ciclotassista che staziona con i suoi colleghi nei pressi di un grand hotel.
Dopo un incontro casuale, Hai s'innamora di Lan che lavora come prostituta nei grandi alberghi della città. Apparentemente felice della vita che conduce, in realtà ella prova un silenzioso risentimento verso di sé e i suoi clienti. Hai non intende fare quel lavoro a lungo e sogna di dormire per tutta la notte in una delle stanze degli hotel che frequentava.
Lan cerca di trarre profitto dall'invasione capitalista in atto nel Paese e se da un lato disprezza quello stile di vita, dall'altro aspira a farlo proprio.
Hai la rispetta e la vede attraverso il suo dolore. Dopo aver vinto 200 $ in una gara di ciclotaxi, lui le fa vivere il suo sogno. Lan si sente in colpa e rifiuta le avance di Hai, sentendo di non meritare l'amore di Hai.
Hai porta Lan in un viale coperto di fiori rossi vi Phuong; ne raccoglie uno e lo regala a Lan - vestita di un bianco Ao Dai (vestito tradizionale vietnamita) - come dono d'amore.
L'incontro di Hai con Kien An per le strade di Saigon è l'occasione per la critica del concetto occidentale di "convenienza". Kien An nota che ai suoi fiori, raccolti a mano, vengono preferiti fiori di plastica prodotti in serie perché non appassiscono per poi morire.
Hai commenta che addirittura vengono spruzzati con del profumo per imitarne l'odore reale. Hai invece chiede a Kien An due veri fiori; Kien An lo rispetta e glieli dà senza voler essere pagata.
Il racconto di Kien An coinvolge varie tragedie personali e mostra come la poesia può trionfare e fornire sollievo per l'anima umana. Il Maestro Dao è particolarmente interessato alla canzone di Kien An, perché gli ricorda la sua fanciullezza (quando era "luce e puro") lungo i mercati del fiume della sua città natale. Il maestro Dao racconta a Kien An un sogno ricorrente:poter tornare a vedere quei i mercatini lungo il fiume e gettarvi fiori di loto, lasciandoli galleggiare lungo il fiume.
Il maestro Dao era un poeta di successo ma, dopo aver perso le dita per la lebbra, aveva perso la speranza di scrivere. Kien An vuole aiutarlo: sarà lei a prestargli le dita. Di tanto in tanto, Kien An avrebbe visitato la sua casa nel tempio per scrivere ciò che il poeta le avrebbe recitato.
Ben presto, le condizioni di salute del Maestro Dao peggiorano, finché muore, non prima di aver chiesto a Kien An di cantargli, per un'ultima volta, la canzone della sua fanciullezza.
Dopo la morte del Maestro, Kien An realizza il suo sogno: si reca al mercato galleggiante lungo il fiume e vi getta fiori di loto.
James Hager è un ex marine statunitense che torna in Vietnam per cercare la figlia avuta durante la Guerra del Vietnam. Hai ed i suoi amici vedono Hager seduto per settimane davanti a un albergo a fumare, fissando un ristorante – durante la guerra ritrovo dei soldati americani – dall'altra parte della strada, senza mai entrare.
Conosce Woody, il quale è convinto sia stato lui a rubargli la scatola dove teneva la sua mercanzia. Il bambino poi troverà la scatola casualmente, in un vicolo, mentre sta giocando a calcio con altri bambini venditori ambulanti come lui.
Alla fine Hager riesce ad incontrare sua figlia proprio in quel ristorante, dove aveva conosciuto la madre.

## Commento
Attraverso questi racconti che si intrecciano, il regista Tony Bui rappresenta una società in bilico tra il passato, ricco di tradizione, ed il futuro, destinato al consumismo occidentale.
Kien An rappresenta il passato e una vita fuori dal tempo.
Lan rappresenta il presente del paese,  pronto a reinventarsi e ad abbracciare l'invasione capitalista. Hai funge da ponte tra il passato e il presente: vive ancora spensierato osservando i "miglioramenti" derivanti dall'occidentalizzazione, con un risentimento silenzioso.
Woody, il giovane venditore ambulante, simboleggia l'atteggiamento del paese dinanzi al cambiamento: ingenuo, innocente, e facile da ingannare.

## Riconoscimenti
- Premio del pubblico al Sundance Film Festival
- Gran premio della giuria al Sundance Film Festival
- Independent Spirit Award per la miglior fotografia